# Albrecht Ernst von Schlieben
Albrecht Ernst Graf von Schlieben (* 21. August 1681 in Sanditten; † 11. August 1753 in Königsberg) war ein preußischer Staatsminister.

## Leben

### Herkunft und Familie
Albrecht Ernst von Schlieben war Angehöriger der preußischen Grafen von Schlieben zu Alt-Haus Gerdauen. Seine Eltern waren der am 9. August 1718 in Berlin in den erblichen preußischen Grafenstand erhobene, preußische Landjägermeister, Erbhauptmann zu Gerdauen, Nordenburg, sowie Erbherr auf Sanditten und Klingbeck, Georg Adam von Schlieben (1649–1720) und Eleonore Christine von Oelsen (1652–1713). Der preußische Staatsminister Georg Christoph von Schlieben (1676–1748) und der hessen-kasslerische Generalmajor Adam Friedrich von Schlieben (1677–1752) waren seine Brüder. Albrecht Ernst vermählte sich 1712 mit Anna von Creytzen (1685–1750), einer Tochter von Georg Friedrich von Creytzen (1639–1710). Aus der Ehe gingen zwei Söhne und zwei Töchter hervor.

### Werdegang
Schlieben avancierte am 15. Februar 1728 zum Kanzler im Königreich Preußen. Er war weiterhin Tribunals- und Hofgerichtspräsident, Lehnsdirektor und Chef der Generalkirchenkommission sowie des Montis Pietatis (vgl.: Monte di Pietà).
Er war Erbherr zu Klingbeck seit 1722 auch zu Beisleiden in Preußen.